# Frank Westheimer
Frank Henry Westheimer (Baltimore, 15 de janeiro de 1912 — Cambridge, 14 de abril de 2007) foi um químico estadunidense
Catedrático da cadeira Morris Loeb, foi professor emérito de química da Universidade Harvard.